# Stazione di San Nicola-Silvana Mansio
La stazione di San Nicola-Silvana Mansio fa parte della linea a scartamento ridotto delle Ferrovie della Calabria (ex. FCL) Cosenza-Camigliatello-San Giovanni in Fiore. Dopo la sospensione della linea all'esercizio la stazione è stata in seguito riattivata nell'ambito di un uso turistico assieme alle due stazioni di Moccone e di Camigliatello. 

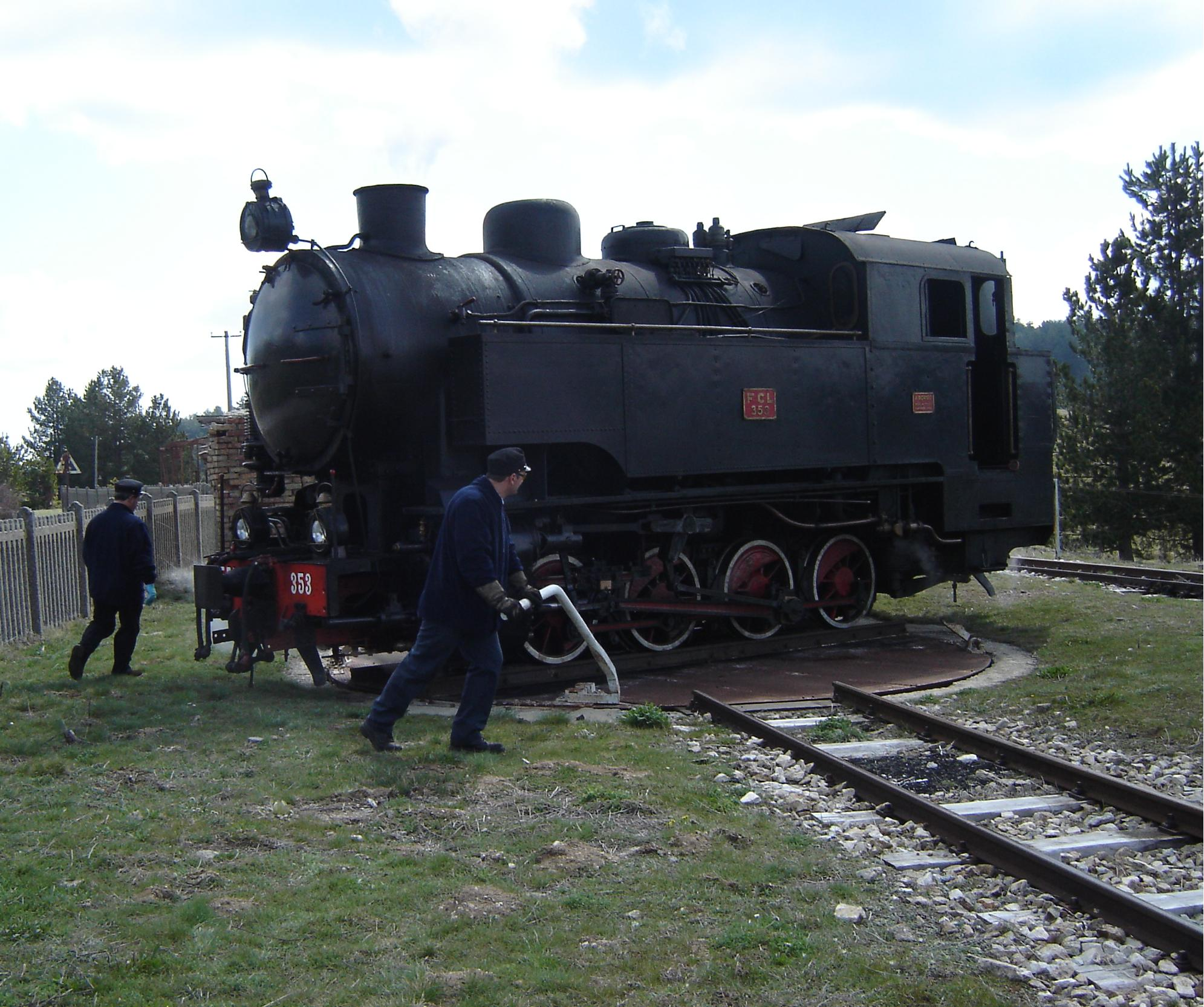
Locomotiva 353 sulla piattaforma girevole della stazione

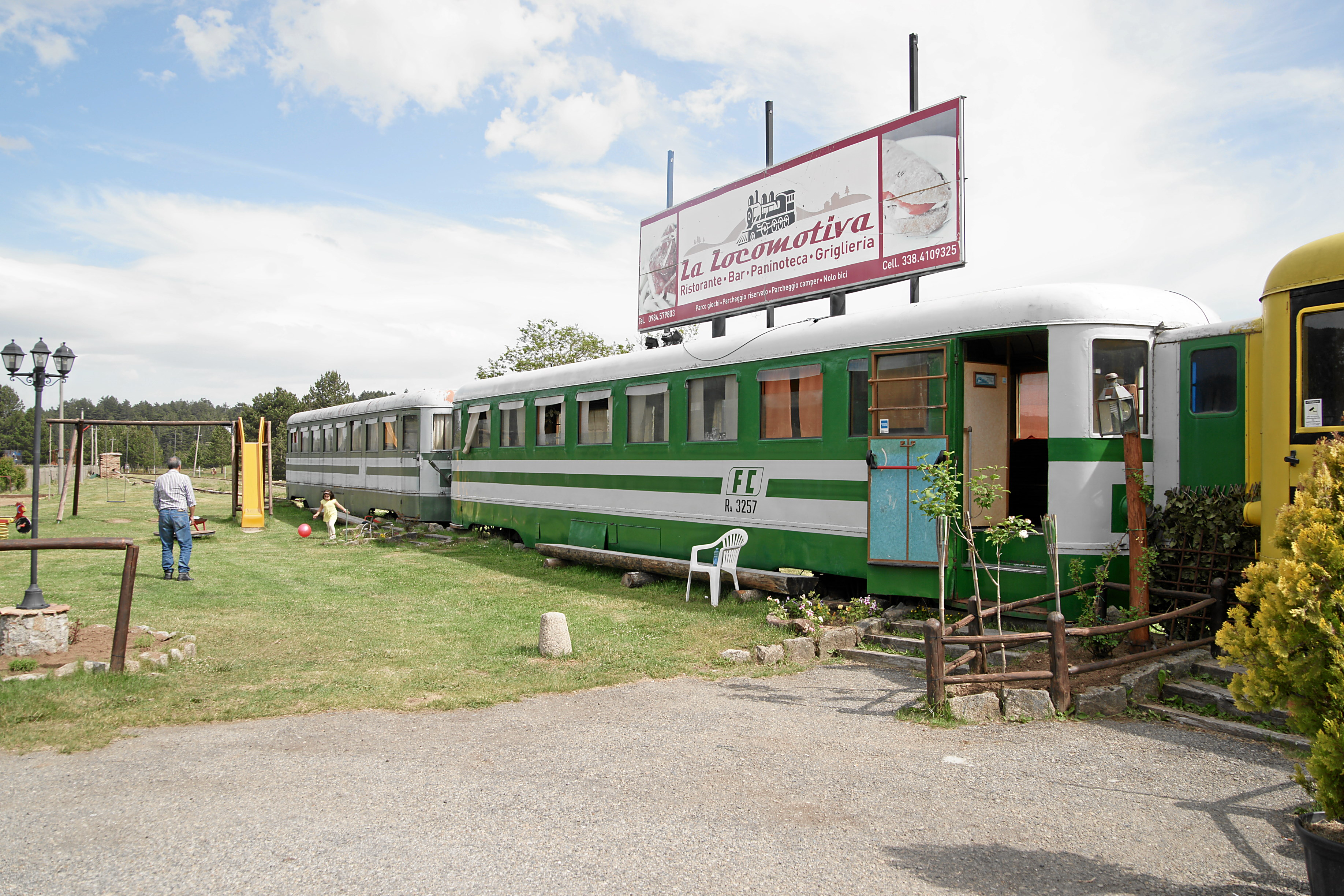
Ristorante "La Locomotiva", ricavato da automotrici ex FCL in disuso, nella stazione

È definita il tetto ferroviario d'Italia per la sua altitudine, 1404 metri sul livello del mare, che ne fanno la stazione ferroviaria più elevata del Paese. Attualmente è il capolinea temporaneo, in attesa del ripristino della tratta fino a San Giovanni in Fiore, del Treno della Sila; il treno d'epoca che circola sulla tratta è stato restaurato ed è trainato dalla locomotiva a vapore FCL 353 costruita dalla Borsig nel 1923 anch'essa restaurata e rimessa in esercizio.

## Strutture e impianti
La stazione è dotata di rifornitore d'acqua per locomotive a vapore e di piattaforma girevole azionata a mano per la giratura della locomotiva a fine corsa.